# ИнтерЛенПром
«ИнтерЛенПром» — ранее существовавший женский футбольный клуб из Санкт-Петербурга.

## История
В 1988 году при фабрике обуви «Скороход» был создан женский футбольный клуб «Скороход». Уже в 1988 году клуб принял участие во втором всесоюзном турнире на призы еженедельника «Современник», где занял 9-е место.
В третьем всесоюзном турнире на призы еженедельника «Современник», состоявшемся в 1989 году, клуб проиграл путевку в финал команде «Арена» (Киев) и опередил «Волжанку» (Чебоксары), «Луганочку» (Ворошиловград) и «Локомотив» (Москва).
В четвёртом всесоюзном турнире на призы еженедельника «Современник», состоявшемся в 1990 году клуб в матче за 9-е место проиграл «Луганочке» (Ворошиловград) (0:1).
«Скороход» также принимал участие в чемпионате ВДФСОП 1989, и Чемпионатах СССР 1990 и 1991 годов.
Для участия в третьем чемпионате СССР 1991 года управляющая компания обувной фабрики «ИнтерЛенПром» дала команде новое титульное название, но по итогам первого чемпионата России утратила интерес к развитию клуба. Лучшие игроки распавшегося клуба перешли в клуб «Циклон», которому, в 1993 году, с учётом заслуг «ИнтерЛенПром», позволили заявиться в Первую лигу 1993.

## Достижения

### Титульные
- 8-е место Чемпионат ВДФСОП: 1989
- 7-е место Чемпионата СССР (в Первой зоне): 1991
- 12-е место Чемпионата России: 1992
- 2-й Отборочный этап Кубка СССР: 1991
- 1/8 финала Кубка России: 1992

### Матчевые
Самые крупные победы
- 2:1 — самая крупная победа клуба в Чемпионате России (в матчах «ИнтерЛенПром» — «СиМ-Россия» и «ИнтерЛенПром» — «Снежана», в сезоне 1992) 1:0 (в матчах «Волжанка» — «ИнтерЛенПром» и «ИнтерЛенПром» — «Спартак-Преображение», в сезоне 1992)
- 4:0 — самая крупная победа клуба в Кубке СССР (в матче «Дебют-88» (Харьков) — «ИнтерЛенПром», в сезоне 1991)
- 2:0 — самая крупная победа клуба в Кубке России (в матче «Аторис» — «ИнтерЛенПром», в сезоне 1992)

Самые крупные поражения
- 0:6 — самое крупное поражение клуба в Чемпионате России (в матче «Текстильщик» — «ИнтерЛенПром», в сезоне 1992)
- 0:2 — самое крупное поражение клуба в Кубке СССР (в матче «Надежда» (Могилев) — «ИнтерЛенПром», в сезоне 1991)
- 1:3 — самое крупное поражение клуба в Кубке России (в матче «ИнтерЛенПром» — «Интеррос», в сезоне 1992)

## Статистика выступлений
без учёта мячей забитых в сериях послематчевых пенальти
с учётом технических результатов

| Сезон                              | Клуб                               | Чемпионат ВДФСОП                   | Чемпионат ВДФСОП                   | Чемпионат ВДФСОП                   | Чемпионат ВДФСОП | Чемпионат ВДФСОП | Чемпионат ВДФСОП | Чемпионат ВДФСОП | Чемпионат ВДФСОП | Чемпионат ВДФСОП | Чемпионат ВДФСОП | Чемпионат ВДФСОП | Кубок         | Источники   |
| Сезон                              | Клуб                               | Лига                               | Этап                               | Место                              | И                | В                | Н                | П                | МЗ               | МП               | РМ               | О                | Кубок         | Источники   |
| ---------------------------------- | ---------------------------------- | ---------------------------------- | ---------------------------------- | ---------------------------------- | ---------------- | ---------------- | ---------------- | ---------------- | ---------------- | ---------------- | ---------------- | ---------------- | ------------- | ----------- |
| 1989                               | Скороход (Ленинград)               | Высшая лига                        | Вторая зона                        | 4 из 10                            | 18               | 9                | 4                | 5                | 23               | 17               | +6               | 22               | не проводился | [ 3 ]       |
| 1989                               | Скороход (Ленинград)               | Высшая лига                        | Турнир за 7 место                  | 8 из 30                            | 5                | 3                | 2                | 0                | 6                | 3                | +3               | 8                | не проводился | [ 3 ]       |
| 1989                               | Скороход (Ленинград)               | Высшая лига                        | Высшая лига ВДФСОП 1989 (Итог)     | 8 из 30                            | 23               | 12               | 6                | 5                | 29               | 20               | +9               | 30               | не проводился | [ 3 ]       |
|                                    |                                    | Чемпионат СССР                     |                                    |                                    |                  |                  |                  |                  |                  |                  |                  |                  |               |             |
| 1990                               | Скороход (Ленинград)               | Высшая лига                        | Вторая зона                        | 8 из 12                            | 22               | 7                | 7                | 8                | 16               | 17               | -1               | 21               | не проводился | [ 3 ] [ 4 ] |
| 1990                               | Скороход (Ленинград)               | Высшая лига                        | Стыковой матч за 15-е место        | 15 из 18                           | 1                | 1                | 0                | 0                | 3                | 0                | +3               | —                | не проводился | [ 3 ] [ 4 ] |
| 1990                               | Скороход (Ленинград)               | Высшая лига                        | Высшая лига СССР 1990 (Итог)       | 15 из 18                           | 23               | 8                | 7                | 8                | 19               | 17               | +2               | —                | не проводился | [ 3 ] [ 4 ] |
| 1991                               | ИнтерЛенПром (Ленинград)           | Высшая лига                        | Первая зона                        | 7 из 12                            | 22               | 8                | 4                | 10               | 23               | 22               | +1               | 20               | 2ОТ           | [ 3 ] [ 5 ] |
|                                    |                                    | Чемпионат России                   |                                    |                                    |                  |                  |                  |                  |                  |                  |                  |                  |               |             |
| 1992                               | ИнтерЛенПром (Санкт-Петербург)     | Высшая лига                        | —                                  | 12 из 15                           | 28               | 6                | 5                | 17               | 9                | 50               | -41              | 17               | ⅛ финала      | [ 3 ] [ 6 ] |
| Итого Высшая лига ВДФСОП (1 сезон) | Итого Высшая лига ВДФСОП (1 сезон) | Итого Высшая лига ВДФСОП (1 сезон) | Итого Высшая лига ВДФСОП (1 сезон) | Итого Высшая лига ВДФСОП (1 сезон) | 23               | 12               | 6                | 5                | 29               | 20               | +9               |                  |               |             |
| Итого Высшая лига СССР (2 сезона)  | Итого Высшая лига СССР (2 сезона)  | Итого Высшая лига СССР (2 сезона)  | Итого Высшая лига СССР (2 сезона)  | Итого Высшая лига СССР (2 сезона)  | 55               | 16               | 11               | 18               | 42               | 39               | +3               |                  |               |             |
| Итого Высшая лига (1 сезон)        | Итого Высшая лига (1 сезон)        | Итого Высшая лига (1 сезон)        | Итого Высшая лига (1 сезон)        | Итого Высшая лига (1 сезон)        | 28               | 6                | 5                | 17               | 9                | 50               | -41              |                  |               |             |
| Всего                              | Всего                              | Всего                              | Всего                              | Всего                              | 106              | 34               | 22               | 40               | 80               | 109              | -29              |                  |               |             |

1. 1 2 3 4  в сезонах 1989—1994 очки начислялись таким образом: 2 очка за победу, 1 за ничью и 0 за поражение
2. ↑  после сезона 1992 «ИнтерЛенПром» в связи с финансовыми трудностями прекратил существование в межсезонье, лучшие игроки перешли в команду «Циклон», который перешел в Первую лигу 1993

Лучшие бомбардиры клуба за сезон
| Сезон | Бомбардир         |
| ----- | ----------------- |
| 1992  | Елена Громова — 4 |

### Кубок СССР/России
без учёта мячей забитых в сериях послематчевых пенальти
без учёта технических результатов

| Сезон | Кубок СССР   | Кубок СССР | Кубок СССР | Кубок СССР | Кубок СССР | Кубок СССР | Кубок СССР | Кубок СССР |
| Сезон | И            | В          | Н          | П          | МЗ         | МП         | РМ         | Итог       |
| ----- | ------------ | ---------- | ---------- | ---------- | ---------- | ---------- | ---------- | ---------- |
| 1991  | 3            | 1          | 1          | 1          | 4          | 2          | +2         | 2ОТ        |
|       | Кубок России |            |            |            |            |            |            |            |
| 1992  | 2            | 1          | 0          | 1          | 3          | 3          | 0          | ⅛ финала   |
| Итого | 5            | 2          | 1          | 2          | 7          | 5          | +2         |            |